# キュロス大王の日
キュロス大王の日（ペルシア語: روز کوروش بزرگ）は、古代アケメネス朝ペルシア帝国の建国者キュロス2世を記念するイラン暦の8月7日（グレゴリオ暦の10月29日）に行われるイランの非公式祝日である。
この祝日の特徴としてはファールス州パサルガダエのキュロス大王陵に大勢の人々が集まることである。2021年10月、イラン政府は参拝目的での霊廟訪問を禁止した。

## 誕生の経緯
キュロス大王の日はインターネットやソーシャル・ネットワーキング・ウェッブサイトで2000年代初頭に導入された創出された伝統である。一部の歴史記録に基づき10月29日は、古代の大王キュロス2世がオピスの戦いで新バビロニア王国の軍勢を破り、バビロンに入城した日であったと推定されている。祝日は主に前イスラーム時代のイランを理想視するイランの民族主義者や王党派によって祝われていた。
式典は非公式で、休日はイラン暦や国際連合教育科学文化機関の暦といった公式の暦には載っていない。公のものとしてこの日を承認するようイラン政府への呼び掛けが行われている。2017年、イランの議会のシラーズ選挙区選出のバハラム・パルサエイは、公然と休日を承認し祝うよう国に要求した。

## 2016年キュロス大王暴動

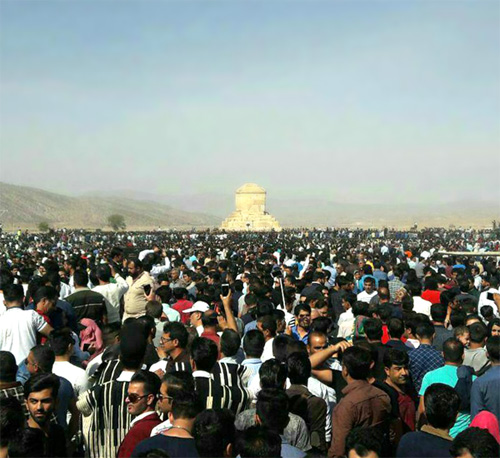
2016年10月28日のパサルガダエの集会

2016年、この祝日は（イラン暦とグレゴリオ暦で閏年が重なるために）10月28日に行われ、（イスラーム教の意義のためにイランでは公式な週末である）金曜日に当っていた。従ってパサルガダエのキュロス大王陵に全国からこの日を祝い民族主義的スローガンを繰り返す数千の人が集まった。クルド人やアラブ系イラン人などの少数民族も伝統的な民族衣装を着て式典に参加した。目撃者によると参加者は空前の数で、墓につながる道路は、大変な雑踏であったと伝えられている。
2017年の非公式推計では15000人から2万人が集まった。

### デモ
平和的な祝祭は最終的に神権政治を実行するイラン政府に対するデモに変容した。デモ隊は「思想の自由は顎髭と共存できない」や「ガザ反対、パレスチナ反対、イランの為に自らを犠牲に捧げるだけだ！」「イランは我が故国だ。キュロス2世はわれらの父だ。」「聖職者支配は暴政と同じで戦争しかない。」などとスローガンを掲げ、口々に叫んだと伝えられている。
ロイターによると、デモ隊には反アラブや王政復興を主張する者もいた。司法当局はこの行事を組織した人は逮捕されたと言った。

## 2017年の弾圧
2017年10月、ファールス州の文化遺産、手工芸品及び観光省の現地当局のキュロス大王陵が2017年10月27日から30日まで閉鎖されるとする公式声明がソーシャルメディアに発表され回覧された。にもかかわらずファールス州長官は、墓を閉鎖する公式決定と非公式の祝祭の関連を否定した。
続いてパサルガード郡に繋がる全ての道路がイラン当局により閉鎖され、当局は「工事中」を理由とした。フェンスがパサルガダエの霊廟の周囲に建てられ、準軍事組織バシッジが訓練を行う地域に駐留した。イランの司法当局は情報省がキュロス大王の日の「違法な集会」の計画を粉砕したと述べた。

## 参照
- キュロス2世
- アケメネス朝
- ナボニドゥス
- パン・アラブ主義

1. ↑  “۷ آبان روز کوروش: پاسارگاد، رها شده بدون تسهیلات گردشگری و رفاهی، خبرگزاری میراث فرهنگی، زمان مخابره: ۱۳۹۲/۸/۶، کد خبر: ۱۰۷۲۵۰.”. 2015年11月24日時点のオリジナルよりアーカイブ。2015年11月5日閲覧。
2. ↑  “Iranians Barred From Marking Cyrus Day By Visiting His Tomb” (英語). Iran International. 2021年10月29日時点のオリジナルよりアーカイブ。2021年10月30日閲覧。
3. 1 2 3 4  Menahem Merhavi (16 January 2017). “Cyrus Day – A Tradition in the Making”. Iran Pulse Heading (Tel Aviv: The Alliance Center for Iranian Studies) 5 (80).  オリジナルの7 November 2017時点におけるアーカイブ。 2017年10月30日閲覧。.
4. ↑  Masoud Alzahid (30 October 2016), “Why Iranians circumambulate Cyrus' tomb”, Al Arabiya News,  オリジナルの7 November 2017時点におけるアーカイブ。 2017年10月30日閲覧。
5. 1 2 3  Saeid Jafari (2 November 2016), “'Cyrus the Great' enters Iranian politics”, Al-Monitor,  オリジナルの7 November 2017時点におけるアーカイブ。 2017年10月30日閲覧。
6. ↑  “Former Political Prisoner Arrested at "Cyrus Day" Celebration” (2019年11月4日). 2020年6月17日時点のオリジナルよりアーカイブ。2020年5月17日閲覧。
7. ↑  Fatemeh M. Safaei, ed. (30 October 2016), “On naming a day after Cyrus the Great”, Islamic Republic News Agency, 82287376,  オリジナルの7 November 2017時点におけるアーカイブ。 2017年10月30日閲覧。
8. ↑  “MP Calls For Celebrating International Day Of Cyrus The Great”, Radio Free Europe/Radio Liberty, (12 October 2017),  オリジナルの7 November 2017時点におけるアーカイブ。 2017年10月30日閲覧。
9. 1 2 3  “Heritage Director Denies Pasargadae Shutdown As Cyrus Day Approaches”, Radio Free Europe/Radio Liberty, (24 October 2017),  オリジナルの7 November 2017時点におけるアーカイブ。 2017年10月30日閲覧。
10. ↑  “Thousands in Iran use king's anniversary to protest against ruling regime”. The Observers (2016年11月3日). 2021年6月13日時点のオリジナルよりアーカイブ。2021年6月13日閲覧。
11. ↑  “Iran Security Forces Blocking Roads To Prevent Cyrus Day Gathering”. Radio Farda. 2021年6月13日時点のオリジナルよりアーカイブ。2021年6月13日閲覧。
12. ↑  “Iranians arrested after celebrating ancient Persian king Cyrus the Great”. (2016年10月31日).  オリジナルの2017年11月7日時点におけるアーカイブ。 2017年10月30日閲覧。
13. ↑  Alijani Ershad (3 November 2016), “Thousands in Iran use king's anniversary to protest against ruling regime”, France24,  オリジナルの7 November 2017時点におけるアーカイブ。 2017年10月30日閲覧。
14. ↑  Bozorgmehr Sharafedin (31 October 2016), Tom Heneghan, ed., “Iranians arrested after celebrating ancient Persian king Cyrus the Great”, Reuters,  オリジナルの7 November 2017時点におけるアーカイブ。 2017年10月30日閲覧。
15. ↑   Iran Says It Foils Plot Involving Tomb of Cyrus the Great, VOA News, (29 October 2017),  オリジナルの29 October 2017時点におけるアーカイブ。 2017年10月30日閲覧。